# Aleksandr Ginger
Pour les articles homonymes, voir Ginger.
Aleksandr (Alexandre) Samsonovitch Ginger (en russe : Алекса́ндр Самсо́нович Ги́нгер), né en 1897 et mort en 1965, est un poète de l'émigration russe. Il est le mari de la poétesse Anna Prismanova.

## Biographie
Aleksandr Ginger naît à Saint-Pétersbourg le 5 octobre 1897 (17 octobre dans le calendrier grégorien) dans une famille juive assimilée. 
Son père, Samson Grigorievitch Ginger (1863-?), médecin anatomo-pathologiste a soutenu en 1902 un doctorat à l'Académie médicale militaire impériale (ru) et travaille à l'Institut de médecine expérimentale. Son grand-père maternel, Mikhaïl Ossipovitch Blumenfeld (1842-1900) est chevalier de l'ordre de St. Vladimir au titre de sa participation comme médecin à la guerre russo-turque de 1877-1878. Sa mère, née Maria-Rosalia Mikhaïlovna Blumenfeld (1876-1942) est dentiste.
Aleksandr Ginger émigre en 1919 avec sa mère en France. À partir de 1921, il fait partie de l'une des premières associations littéraires russe à Paris, la maison des poètes («Палата поэтов»), qui publie son premier livre de poèmes, La Meute des preux («Свора верных») sur lequel l'influence de Nikolaï Goumilev est sensible.
En 1923-1924, il est membre du groupe À travers («Через»), avec Ilia Zdanevitch, Sergueï Romov (ru), Kostia Terechkovitch et d'autres. Il est l'un des organisateurs de l'Union des jeunes poètes et écrivains et participe aux associations poétiques  Campement («Кочевье»), Cercle («Круг»), Croisement («Перекрёсток») et Gataparak («Гатарапак»). Il travaille en même temps comme comptable dans une entreprise de produits chimiques dirigée par son oncle. 
Il épouse en 1926 la poétesse Anna Prismanova, dont il a deux fils, Basile Ginger, (1925-2010), généalogiste, et Serge Ginger, (1928-2011), psychothérapeute. Entre 1929 et 1932, il vit en Normandie, dans le bourg de Serquigny, où il travaille dans une filiale de cette société.
Il publie dans la revue Nombres («Числа») en 1930 sa seule œuvre en prose, le récit Un soir à la gare («Вечер на вокзале»).
Pendant la Seconde Guerre mondiale, il reste  avec sa femme à Paris. Sa mère de Maria Mikhailovna Blumenfeld, est déportée en 1942 dans le camp de concentration d'Auschwitz, où elle mourra.
Aleksandr Ginger prend avec sa femme, en 1946, la nationalité soviétique. Peu de temps avant sa mort, il se convertit au bouddhisme. Il meurt d'un cancer à Paris 15e le 27 août 1965.

## Œuvre
Aleksandr Ginger a publié cinq recueils de poésies:  La Meute de preux (1921), Dévouement  («Преданность» , 1925), Plainte et triomphe («Жалоба и торжество», 1939), Nouvelle («Весть», 1957) et Le Cœur («Сердце», 1965). Quelques poèmes sont aussi dans l'anthologie L'Ancre («Якорь») publiée sous la direction de Gueorgui Adamovitch et de M. L. Kantor (1936).  Un seul de ses poèmes Vent («Ветер», 1922) a été publié en URSS en 1924,.
George Adamovitch, Marina Tsvetaïeva, Ivan Bounine, Vadim Andreyev et Iouri Terapiano ont porté une appréciation favorable sur ses poèmes. Selon Wolfgang Kasack : 

« [ils] parlent de la libération des souffrances terrestres, de la solitude, de ce qui est dit et ne trouve pas de réponse. Ces vers peuvent être une prière ou un appel à la prière, ils évoquent la pudeur, l'acception du destin terrestre et la participation à la marche du temps, et parlent d'un changement de génération. Ginger appelle à être reconnaissant pour chaque nouveau jour et à vivre conscient de sa mort prochaine. Son idéal n'est pas l'héroïsme, mais le sacrifice. Sa langue poétique est simple, il n'a pas peur de la rhétorique et utilise des tournées archaïque. »

Selon Gaito Gazdanov, Aleksandr Ginger lisait ses vers d'une façon qui lui était propre :  « Ses intonations inattendues, explosives, les coupures entre phrases dans la conversation, les envolées et les effondrements phonétiques dans la lecture des vers — personne n'avait jamais parlé ni lu ainsi, sauf lui ... ».

## Publications
- (ru) Свора верных [« La meute des preux »], Paris, Палата поэтов,‎ 1922, 37 p. ;
- (ru) Преданность: Вторая книга стихов [« Dévouement : Deuxième libre de vers »], Paris, Канарейка,‎ 1925, 94 p. ;
- (ru) Жалоба и торжество: Третья книга стихов [« Plainte et triomphe »], Paris, Дом книги,‎ 1939, 45 p. ;
- (ru) Весть. Стихотворения [« Nouvelles. Poèmes »], Paris, Рифма,‎ 1957 ;
- (ru) Сердце. Стихи. 1917—1964 [« Le Coeur. Vers. 1917-1964 »], Paris,‎ 1965.

### Publications récentes
- (ru) Присманова А., Гингер А. (A. Prismanova, A. Ginger) (Poésies rassemblées, introduites et commentées par K. Ragozina  (К. Рагозина)), Туманное звено [« Chaines de brume »], Tomsk, Водолей,‎ 1999, 256 p. (ISBN 5-7137-0107-7) ;
- (ru) Aleksandr Ginger, « никогда я не буду героем » [« Je n'ai jamais été un héros »], Новая Юность, no 1(34),‎ 1999 (lire en ligne, consulté le 8 octobre 2018) ;
- (ru) Стихотворительное одержанье: Стихи, проза, статьи, письма. В 2 тт [« Possession poétique : Vers, prose, articles, lettres. En deux tomes »]  (Textes rassemblés, établis, introduits et commentés par  V. Khazan (В. Хазан)), Moscou, Водолей,‎ 2013, 320 + 496 (ISBN 978-5-91763-165-3).

### Traductions françaises
- Emmanuel Rais et Jacques Robert, Anthologie de la poésie russe du XVIIIe siècle à nos jours, Bordas, 1947 (lire en ligne), p. 414-420.